# Опсада Антиохије (1188)
Опсаду Антиохије 1188. године извршио је Саладин. Завршена је неуспехом.

## Увод
Након Хитинске битке и пада Јерусалима Саладин креће у освајање преосталих хришћанских градова у Светој Земљи. Опсада Тира кога је бранио Конрад од Монферата завршена је неуспехом. Потом Саладин усмерава снаге ка кнежевини Антиохији освајајући успут Банијас, Валанију, Џабалу, Латакеју и многе друге градове. Антиохија није учествовала у бици код Хитина, али је била једна од најважнијих крсташких држава у Светој Земљи. Годинама је избегавала нападе крсташа јер је била у византијској интересној сфери. Међутим, смрћу цара Манојла Комнина Византија слаби па се Саладин усудио за напад.

## Опсада
Током септембра 1188. Саладин изолује Антиохију. Боемунд III, кнез Антиохије, шаље своју жену и сина на преговоре са муслиманима. Преговори су завршени 26. септембра 1188. године. Саладин се повлачи, а договорено је да крсташи предају град за седам месеци уколико не добију помоћ. Наравно, Антиохија није ни мислила да одржи обећање, али је Саладину био потребан добар изговор да напусти опсаду и настави са освајањима.